# جمهورية كمبوتشيا الشعبية
جمهورية كمبوتشيا الشعبية (بالخميرية: សាធារណរដ្ឋប្រជាមានិតកម្ពុជា) كما يُشار إليها باسم الاحتلال الفيتنامي لكمبوديا دولة تقع في كمبوديا أقيمت من قِبل الجبهة المتحدة الكمبودية للخلاص الوطني وهي مجموعة من الشيوعيين الكمبوديين المعارضين لنظام الخمير الحمر بعد إسقاط كمبوتشيا الديمقراطية. ظهرت نتيجة الغزو الفيتنامي الذي هزم جيوش الخمير الحمر، واتخذت من فيتنام والاتحاد السوفيتي حليفين رئيسيين لها.
أخفقت جمهورية كمبوتشيا الشعبية في الحصول على تأييد الأمم المتحدة بسبب التدخل الدبلوماسي لجمهورية الصين الشعبية والمملكة المتحدة والولايات المتحدة ودول آسيان. وشُغِل مقعد كمبوديا في الأمم المتحدة من قبل حكومة كمبوتشيا الديمقراطية الائتلافية التي كانت ائتلاف حزب الخمير الحمر مع فصيلين ثوريين غير شيوعيين. ومع ذلك، اعتُبرت جمهورية كمبوتشيا الشعبية الحكومة الفعلية لكمبوديا بين عامي 1979 و 1993، رغم الاعتراف الدولي المحدود.
اعتبارًا من مايو 1989، استعادت جمهورية كمبوتشيا الشعبية اسم كمبوديا، إذ أصبح اسمها دولة كمبوديا خلال السنوات الأربع الأخيرة من وجودها في محاولة لاستدرار التعاطف الدولي. ومع ذلك، حافظت على معظم قياداتها وهيكل الحزب الواحد في أثناء خضوعها لعملية انتقالية وإفساح المجال في نهاية المطاف لاستعادة مملكة كمبوديا. كانت جمهورية كمبوتشيا الشعبية/ دولة كمبوديا موجودة كدولة شيوعية من عام 1979 حتى عام 1991، وهو العام الذي تخلى فيه الحزب الوحيد الحاكم عن إيديولوجيته الماركسية اللينينية.
تأسست جمهورية كمبوتشيا الشعبية تحت السيطرة الفيتنامية في أعقاب الدمار الشامل الذي لحق بمؤسسات البلاد وبنيتها التحتية ومثقفيها على يد حكم الخمير الحمر.

## نبذة تاريخية
تأسست جمهورية كمبوتشيا الشعبية في يناير 1979 نتيجة للعملية التي بدأت بحرب الخمير الحمر العدائية.

### الخمير الحمر يوجه عداءه ضد فيتنام
في البداية، كانت فيتنام الشمالية الشيوعية حليفًا قويًا للخمير الحمر عندما كان يحارب جمهورية الخمير برئاسة لون نول خلال الحرب الأهلية 1970-1975. فور استيلاء الخمير الحمر على السلطة، بدأت الأمور تتحوّل من سيئ إلى أسوأ، ففي 1 مايو 1975 (اليوم التالي لسقوط سايغون)، هاجم جنود الخمير الحمر جزر فو كوك وثو تشاو، وقتلوا أكثر من خمسمئة مدني فيتنامي؛ ولكن هانوي استعادت الجزر بسرعة بعد الهجوم. حتى ذلك الوقت، كانت ردود الفعل الأولى للفيتناميين مبهمة، واستغرقت فيتنام وقتًا طويلًا للرد بقوة، إذ كان رد فعلها الأول ترتيب الأمور «داخل نطاق الأسرة».
وقعت مذابح الفيتناميين الإثنيين والمتعاطفين معهم، فضلًا عن تدمير الكنائس الكاثوليكية الفيتنامية على أيدي الخمير الحمر بشكل متقطع في كمبوديا في ظل نظام كمبوتشيا الديمقراطية، خاصة في المنطقة الشرقية بعد مايو 1978. قررت القيادة الفيتنامية بحلول أوائل عام 1978 دعم المقاومة الداخلية لبول بوت وأصبحت المنطقة الشرقية من كمبوديا محورًا للتمرد. في هذه الأثناء، ومع مرور عام 1978، تجاوزت عدوانية الخمير الحمر في المناطق الحدودية عتبة التسامح في هانوي. وصلت هستيريا الحرب ضد فيتنام إلى مستويات غير عادية داخل كمبوتشيا الديمقراطية، إذ حاول بول بوت صرف الانتباه عن عمليات التطهير الداخلية الدموية. في مايو 1978، عشية انتفاضة سو فيم في المنطقة الشرقية، أعلن راديو بنوم بنه أنه إذا قتل كل جندي كمبودي ثلاثين فيتناميًا، سيحتاجون إلى مليوني جندي فقط للقضاء على جميع الفيتناميين البالغ عددهم 50 مليونًا. يبدو أن القيادة في بنوم بنه بنت آمالًا إقليمية عريضة لاستعادة كمبوتشيا كروم، وهي منطقة دلتا نهر الميكونغ التي اعتبروها أراضي للخمير. في نوفمبر، قاد زعيم الخمير الحمر المؤيد للفيتناميين، فورن فيت، انقلابًا فاشلًا اعتُقل على أثره وعُذّب ثم أُعدم. تصاعدت الحوادث على طول حدود كمبوديا. وصل آنذاك عشرات الآلاف من المنفيين الفيتناميين والكمبوديين إلى الأراضي الفيتنامية، ومع ذلك كان رد هانوي فاترًا.

### جبهة الخلاص
كانت الجبهة المتحدة الكمبوتشية للخلاص الوطني منظمة محورية للإطاحة بالخمير الحمر وإنشاء جمهورية كمبوتشيا الشعبية/ دولة كمبوديا. كانت جبهة الخلاص مجموعة غير متجانسة من المنفيين الشيوعيين وغير الشيوعيين المصمّمين على محاربة بول بوت وإعادة بناء كمبوديا. أعلن راديو هانوي عن تأسيس الجبهة في 3 ديسمبر 1978 في منطقة حُرّرت من الخمير الحمر بعد تطهير المنطقة الشرقية بقيادة هنغ سامرين وبين سوفان، المنشقين عن الخمير الحمر. من بين أعضاء اللجنة المركزية الأربعة عشر في جبهة الخلاص كان الزعيمان الرئيسيان -هنغ سامرين، الرئيس، وجوران بولي، نائب الرئيس- مسؤولين سابقين في الحزب الشيوعي لكمبوتشيا؛ أما الآخرون فكانوا من الأعضاء السابقين في حركة الخمير إساراك و«الخمير فيت مين» الذين عاشوا في المنفى في فيتنام. كان روس ساماي، الأمين العام للجبهة المتحدة الكمبوتشية للخلاص الوطني، «مساعدًا سابقًا لشؤون الموظفين» في الحزب الشيوعي لكمبوتشيا في إحدى الوحدات العسكرية.
لم تفوّت حكومة كمبوتشيا الديمقراطية أي فرصة لشجب الجبهة المتحدة الكمبوتشية للخلاص الوطني، باعتبارها «منظمة سياسية فيتنامية تحمل اسم الخمير»، إذ ارتبط العديد من أعضائها الرئيسيين بالحزب الشيوعي لكمبوتشيا. على الرغم من اعتماد الجبهة المتحدة الكمبوتشية للخلاص الوطني على الحماية الفيتنامية ودعم الاتحاد السوفيتي وراء الكواليس، حقّقت نجاحًا سريعًا بين الكمبوديين المنفيين. قدمت هذه المنظمة نقطة الاحتشاد الضرورية لليساريين الكمبوديين المعارضين لحكم الخمير الحمر، ووجّهت الجهود نحو الحراك الإيجابي بدلًا من الإدانة عديمة الجدوى لنظام الإبادة الجماعية. قدمت الجبهة المتحدة الكمبوتشية للخلاص الوطني أيضًا إطارًا لشرعية غزو فيتنام لكمبوتشيا الديمقراطية وما أعقب ذلك من إنشاء نظام مؤيد لهانوي في بنوم بنه.

### الغزو الفيتنامي
اختار واضعو السياسات الفيتناميون أخيرًا حلًا عسكريًا، وفي 22 ديسمبر 1978، شنّت فيتنام هجومها بنية الإطاحة بكامبوتشيا الديمقراطية. اتجهت قوات الغزو البالغ عددها 120 ألفًا، والمؤلفة من وحدات المدرعات والمشاة المشتركة مع دعم مدفعي كبير، نحو الغرب إلى الريف في المقاطعات الجنوبية الشرقية في كمبوديا. بعد سبعة عشر يومًا من الحرب الخاطفة، سقطت بنوم بنه أمام الفيتناميين المتقدمين في 7 يناير 1979. أحرقت القوات المسلحة المنسحبة لكمبوتشيا الديمقراطية وقيادات الخمير الحمر مخازن الأرز، ما تسبّب -إلى جانب أسباب أخرى- في مجاعة شديدة في جميع أنحاء كمبوديا بدأت في النصف الأخير من عام 1979 واستمرت حتى منتصف عام 1980.
في 1 يناير 1979، أعلنت اللجنة المركزية لجبهة الخلاص عن مجموعة من «السياسات الفورية» التي ستطبَّق في المناطق المحرَّرة من الخمير الحمر. في البداية أُلغيت المطابخ الجماعية، وأُحضر بعض الرهبان البوذيين إلى كل مجتمع لطمأنة الناس. من السياسات الأخرى إنشاء «لجان الإدارة الذاتية الشعبية» في جميع المناطق. شكّلت هذه اللجان الهيكل الإداري الأساسي للمجلس الثوري الشعبي الكمبوتشي، الصادر في 8 يناير 1979، باعتباره الهيئة الإدارية المركزية لجمهورية كمبوتشيا الشعبية. عمل المجلس الثوري الشعبي الكمبوتشي كهيئة حاكمة لنظام هنغ سارمين حتى 27 يونيو 1981، عندما تطلّب دستور جديد الاستعاضة عنه بمجلس وزراء منتخَب حديثًا. أصبح بن سوفان رئيس الوزراء الجديد. وساعده ثلاثة من نواب رئيس الوزراء -هون سين وتشان سي وشيا سوث.